# Franco Bassanini
Franco Bassanini (/fraŋko bassanini/) est un homme politique italien de centre gauche, né le 9 mai 1940 à Milan (Lombardie).
Il est ministre pour la Fonction publique entre 1996 et 1998, puis de 1999 à 2001. À ce titre, il mène une importante réforme de l'administration publique italienne, connue comme les « réformes Bassanini ».

## Études et vie professionnelle
Franco Bassanini naît à Milan le 9 mai 1940. Il est professeur de droit constitutionnel, ayant enseigné à Milan, Trente, Sassari, Florence et enfin Rome.
Il occupe le poste de chef de cabinet du ministre pour les Affaires régionales, entre 1973 et 1975, puis assure pendant les deux années qui suivent les travaux de la commission ministérielle de transfert des compétences aux Régions et autres collectivités locales. Il siège au Conseil supérieur de l'administration publique (CSPA) de 1975 à 1981 et préside la commission interministérielle de réforme des rapports entre les Régions et l'État pendant trois ans à compter de 1979.

## Engagement politique

### Débuts
Franco Bassanini assure la présidence de la Fédération des universitaires catholiques italiens (FUCI) de Milan entre 1960 et 1962.
Membre du Parti socialiste italien (PSI), il est issu du courant de la « gauche lombarde » (sinistra lombardiana), très marqué à gauche. Il siège au comité central entre les congrès de Turin (1978) et de Rome (1981).

### Parlementaire
Franco Bassanini est élu député de la circonscription de Rome à la Chambre des députés lors des élections générales des 3 et 4 juin 1979. Il est expulsé deux ans plus tard du Parti socialiste pour avoir cosigné une tribune dénonçant la politique du secrétaire du PSI Bettino Craxi et la compromission de la direction dans des pratiques affairistes et clientélistes. Il rejoint donc la Gauche indépendante (SI), proche du Parti communiste italien (PCI) et devient à partir de 1983 député de la circonscription de Milan. Il préside le groupe parlementaire de la SI de 1988 à 1991.
En 1991, il adhère au Parti démocrate de la gauche (PDS), successeur social-démocrate du PCI. Jusqu'en 1996, il appartient au secrétariat national où il est responsable du département État, Régions et collectivités locales.
Réélu député en 1994 dans la nouvelle circonscription de Lombardie-1, il passe au Sénat de la République à l'occasion des élections générales du 21 avril 1996 en s'imposant dans la 12e circonscription uninominale de Toscane.

### Ministre
Le 18 mai 1996, Franco Bassanini est nommé ministre pour la Fonction publique et  pour les Affaires régionales dans le premier gouvernement de Romano Prodi. Il est ensuite secrétaire d'État à la présidence du Conseil des ministres du premier gouvernement de Massimo D'Alema entre le 21 octobre 1998 et le 22 décembre 1999, puis de nouveau ministre pour la Fonction publique jusqu'en 10 juin 2001 sous les gouvernements D'Alema II puis Amato II.

#### Réforme Bassanini
Il conduit notamment une série de réformes de l'administration publique, surnommée « réformes Bassanini » et que le journal Le Figaro qualifie de « plus importante réforme organique de l'administration italienne depuis celle de Cavour en 1865. » Elles consistent notamment en une réduction des procédures administratives, un recours accru à la dématérialisation et un renforcement de la décentralisation ; ces modifications ont permis de diviser par douze le délai moyen pour ouvrir une activité économique, ce que l'Organisation de coopération et de développement économiques a qualifié de « progrès stupéfiants ».
Pour mettre en œuvre la décentralisation, Franco Bassanini indique que le gouvernement italien a agi selon « une méthode révolutionnaire » : circonscrire spécifiquement le champ d'action de l'État et transférer de facto tous les domaines n'en faisant pas partie plutôt que définir les compétences précises confiées aux entités locales. Ainsi, 23 000 fonctionnaires sont transférés aux Régions au début de l'année 2001.
Le nombre de ministères est fixé à 12 et le ministre obtient le soutien des principaux syndicats pour faire passer 80 % des fonctionnaires sous un statut de droit privé, sa politique réduisant de deux points la part des rémunérations du secteur public dans le produit intérieur brut, transférant de la loi à la négociation collective la fixation des traitements et liant une part de ceux-ci à des objectifs de performance. Entre 1996 et 2001, l'indice de satisfaction des usagers des services publics passe de 36 % à 59 %.

## Après le gouvernement
Franco Bassanini est réélu sénateur aux élections générales du 13 mai 2001, remportées par l'alliance de droite et centre droit de Silvio Berlusconi. Il devient en parallèle administrateur de l'École nationale d'administration (ENA) pour quatre ans, puis siège entre 2003 et 2005 au comité français d'évaluation des stratégies ministérielles de réforme.
Pour les élections générales de 2006, il n'est pas présenté par les Démocrates de gauche (DS), soulignant être « le seul ancien ministre de centre gauche » dans cette situation, qu'il attribue à « des mesquineries internes ». Il quitte donc le Parlement italien après 27 ans de mandat et sept législatures.
Il participe ensuite aux travaux de la commission pour la libération de la croissance française convoquée par Nicolas Sarkozy et présidée par Jacques Attali. Il explique à cette occasion que « la réforme de l'État n'est ni de droite ni de gauche. Elle est nationale parce que nécessaire pour engendrer concurrence et croissance » et estime que « la fonction publique, en France comme en Italie, souffre d'un excès de régulation. On peut en améliorer la qualité en réduisant effectifs et coûts de gestion. »
Il siège entre 2007 et 2009 à la direction nationale du Parti démocrate (PD). En 2008, il prend la présidence de la Cassa depositi e prestiti jusqu'en 2015.

## Vie privée
Il est divorcé, et remarié depuis 1996 à Linda Lanzillotta, ministre pour les Affaires régionales du gouvernement Prodi II et ancienne vice-présidente du Sénat de la République.

## Décorations

### Décorations italiennes
- Chevalier de Grand-croix de l'Ordre du Mérite de la République italienne
- A l'initiative du Président de la République, le 13 janvier 2015

### Décorations étrangères
- Officier de l'Ordre national de la Légion d'honneur
- 4 juin 2002